# Station Flénu-Produits
Station Flénu-Produits was een spoorwegstation langs spoorlijn 98 (Bergen - Quiévrain) in de deelgemeente Flénu van de Belgische stad Bergen (Frans: Mons). Het station werd genoemd naar de nabijgelegen steenkoolmijn des Produits.
Deze lijn werd afgeschaft voor reizigersvervoer in 1984 en opgebroken in de jaren 1990. De bedding van de lijn is thans omgevormd tot een RAVel-pad. Het stationsgebouw is omgevormd tot woning.
0,0: Bergen ·
2,0: Cuesmes ·
6,2: Flénu-Central ·
6,9: Flénu-Produits ·
9,7: Pâturages ·
10,4: Wasmes ·
11,0: Petit-Wasmes ·
12,3: Warquignies ·
13,7: Warquignies-Clinique ·
14,9: Boussu-Bois ·
17,2: Dour ·
19,2: Elouges ·
23,8: Quiévrain
0,0: Flénu-Produits ·
2,8: Quaregnon-Central ·
3,4: Jemappes
0,0: Saint-Ghislain ·
1,8: Hornu-Route ·
4,2: Monsville ·
7,9: Flénu-Produits ·
10,9: Frameries